# فیشرزهیل (ویرجینیا)
فیشرزهیل (به انگلیسی: Fishers Hill) یک منطقهٔ مسکونی در ایالات متحده آمریکا است که در شهرستان شنندوا، ویرجینیا واقع شده‌است. فیشرزهیل ۲۱۰٫۰۱ متر بالاتر از سطح دریا واقع شده‌است.